# Maria Bengtsson (Sängerin)

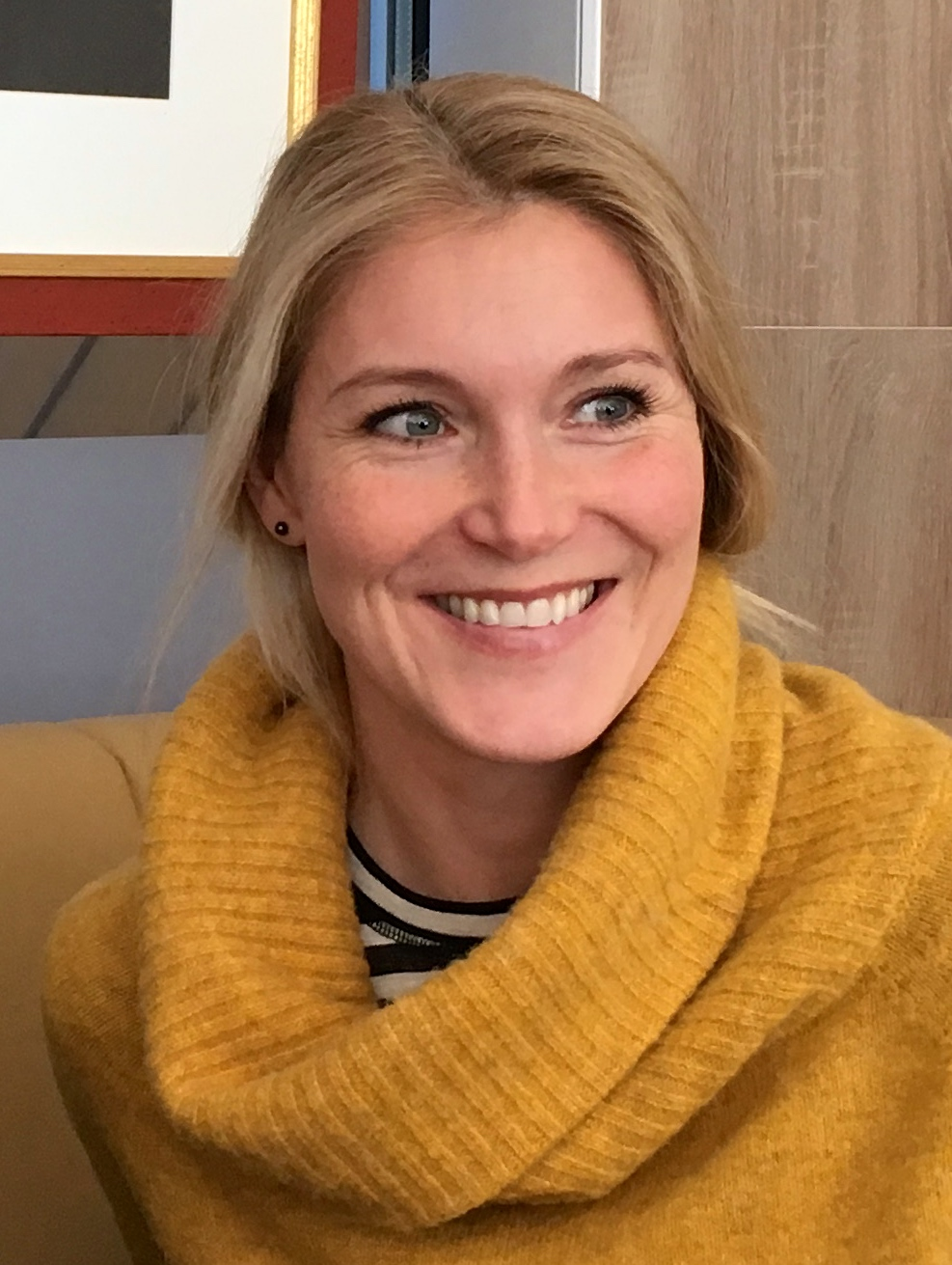
Maria Bengtsson (2018)

Maria Bengtsson (* 7. Mai 1975 in Trelleborg, Schweden) ist eine schwedische Opern- und Konzertsängerin (Sopran).

## Leben
Maria Bengtsson wuchs in Höllviken in Südschweden auf. Sie studierte von 1995 bis 2000 bei Beata Heuer-Christen in Freiburg im Breisgau. In den Jahren 2000 bis 2002 war sie Ensemblemitglied der Wiener Volksoper und von 2002 bis 2007 fest engagiert an der Komischen Oper Berlin.
Am Royal Opera House Covent Garden in London, an der Opéra Bastille in Paris, an der Bayerischen Staatsoper München und an der Berliner Staatsoper arbeitete Maria Bengtsson mit den Dirigenten Daniel Barenboim, Kirill Petrenko, Bertrand de Billy, Thomas Hengelbrock, Marc Minkowski, Antonio Pappano, Philippe Jordan und Vladimir Jurowski sowie mit den Regisseuren Hans Neuenfels, Jonathan Miller, Sebastian Baumgarten, Peter Konwitschny, Claus Guth und Calixto Bieito zusammen.
Zu ihrem Repertoire gehören Fiordiligi in Così fan tutte, Donna Anna in Don Giovanni, Contessa in Le nozze di Figaro, Konstanze in der Entführung aus dem Serail (alle Mozart), die Titelrolle in Daphne, Marschallin in Der Rosenkavalier und Gräfin in Capriccio (alle Richard Strauss).
Maria Bengtsson lebt mit ihrer Familie in Berlin.